# 謝路美·馬菲奧
謝路美·馬菲奧（法語：Jérémy Mathieu；1983年10月29日—），法國足球運動員，現效力葡超勁旅士砵亭，司職左後衛或中堅。

## 生平

### 球會
馬菲奧出身自索肖的青訓。2005年，他轉會至圖盧茲。2008/09賽季為法甲最佳左後衛。
2009年1月，馬菲奧成為艾瑪利的巴伦西亚2009年夏季轉會窗的第一簽。他根據波士文條例，在2009年7月1日轉會至西班牙大球會巴伦西亚並簽訂三年合約。
2014年7月以2,000萬歐元轉會至同屬西甲的巴塞罗那。
2017年7月7日，葡超球队葡萄牙体育官方宣布，球队已经正式签下巴萨后卫馬菲奧，双方将签约2个赛季，违约金为6000万欧元。

### 國家隊
馬菲奧自15歲起一路參加法國各級的小國腳梯隊，2016年總教練德尚原本有意將他納為歐洲盃的參賽選手，可惜卻陣前受到重傷無法代表國家出席，隨後馬菲奧認為自己已經無法回復過去的競技狀態，遂宣布從國家隊退役。

## 荣誉
俱乐部
- 欧洲冠军联赛冠军：2014-15
- 西甲联赛冠军：2014-15
- 西班牙国王杯冠军：2014-15

## 外部連結
- 華倫西亞官方網站球員介紹頁面 （西班牙文）